# Завод сульфатної кислоти Ларгс-Норт
Завод сульфатної кислоти Ларгс-Норт (Largs North) – колишній виробничий майданчик, що діяв у індустріально-портовій зоні в північній частині міста Аделаїда.
Станом на початок 1950-х ринок фосфорних добрив Південноїї Австралії ділили між собою компанії Cresco Fertilisers (заводи суперфосфату в Біркенгеді, Валлару та Порт-Лінкольні), Wallaroo-Mt Lyell (майданчики у Біркенгеді та Валлару) і Adelaide Chemical & Fertilizer (суперфосфатне виробництво у Порт-Аделаїда). Технологія виробництва суперфосфату передбачає обробку фосфоритів сульфатною кислотою, яку могли закуповувати у підприємств кольорової металургії (так діяли обидва майданчики в Валлару) або виробляти на самих заводах суперфосфату. В останньому випадку була потрібна сірчана сировина, на тлі дефіциту якої в 1951-му зазначені вище виробники створили компанію Sulphuric Acid Limited, що мала спорудити завод сульфатної кислоти в районі Біркенгед-Норт (тобто в межах тієї саме агломерації Аделаїди, що й суперфосфатні заводи в Біркенгеді та Порт-Аделаїда). Кожен з засновників виділив по 100 тисяч фунтів стерлінгів, тоді як 1,7 млн надав федеральний уряд Австралії. 
Завод став до ладу в 1955 році та виробляв сульфатну кислоту шляхом спалювання піритів, які доправляли залізницею з копальні Брукунга. Річна потужність заводу дорівнювала 100 тисяч тонн кислоти.
В 1965-му Wallaroo-Mount Lyell Fertilisers та Adelaide Chemical and Fertiliser об’єднались у Adelaide & Wallaroo Fertilizers Limited, а на початку 1970-х вона поглинула Cresco Fertilizers. Таким чином, завод сульфатної кислоти (так само як і всі суперфосфатні заводи Південної Австралії) опинився в руках одного власника.
Копальня Брукунга закрилась в 1972 році. Завод у Ларгс-Норт ще певний час працював, але у 1979-му був зупинений і він. Роботи зі знесення його споруд завершились у 1987-му.